# محمد الهادي الزريدي
مجاهد ليبي كان برتبة ضابط في جيش سعدون السويحلي, حضر معارك عديدة ضد الاحتلال الإيطالي أهمها معركة المشرك غرب سرت ومعركة بئر الغبي جنوب طبرق. كان ضمن السبعون مجاهدا الذين قدموا من مصراتة ليلتحقو بأخوتهم المجاهدين في المنطقة الشرقية, وقد أطلق عليهم اسم طابور السويحلية. بعد انتهاء المقاومة عاش بقية حياته في مدينة المرج, ثم انتقل للعيش في مدينة بنغازي التي توفى بها عام 1980.